# Impuls (zpracování signálu)

Příklady tvarů impulsu: (a) pravoúhlý impuls, (b) druhá mocnina funkce kosinus (zvýšený kosinový impuls), (c) Diracův impuls, (d) sinc impuls, (e) Gaussovský impuls

Impuls je v oboru zpracování signálu velmi rychlá tranzientní změna amplitudy signálu ze základní hodnoty na hodnotu vyšší nebo nižší následovaná velmi rychlým návratem k základní hodnotě.

## Tvar impulsů
Tvar impulsů může ovlivňuje proces nazývaný tvarování impulsu. Optimální tvar impulsu závisí na aplikaci.

### Pravoúhlý impuls
Pravoúhlý impuls odpovídá krabicové nebo pravoúhlé funkci, v případě jejich periodického opakování mluvíme o pravoúhlém průběhu či pravoúhlé vlně nebo o obdélníkovém průběhu (pravoúhlá průběh se střídou 1:1). U digitálních signálů se přechod na vyšší úroveň nazývá náběžná (příp. vzestupná) hrana; přechod na nižší úroveň závěrná (sestupná) hrana. Detekce těchto změn v digitálních systémech nebo akce uskutečněné jako odezva na ně se nazývají spouštěné hranou, a to náběžnou nebo závěrnou podle toho, o jakou stranu pravoúhlého impulsu se jedná. Časovací diagram je příkladem dobře uspořádané kolekce pravoúhlých impulsů.

### Nyquistův impuls
Nyquistův impuls je takový, který splňuje Nyquistovo ISI kritérium a je důležitý pro přenos dat. Příkladem impulsu, který splňuje tuto podmínku, je Sinc. Sinc impulsy jsou důležité v teorii zpracování signálu, ale nemohou být vytvořeny reálným generátorem, protože by to znamenalo porušení kauzality.
V roce 2013 byl prováděn výzkum použití Nyquistových impulsů pro omezení velikosti impulsů v optických vláknech, které by umožnilo desetinásobné zmenšení rozestupu impulsů, což by umožnilo desetinásobně zvětšení přenosových rychlostí. Impulsy byly vytvářeny pomocí jednoduchého laseru a modulátoru a byly z více než 99 procent dokonalé.

### Diracův impuls
Diracův impuls má tvar Diracova delta. Vyznačuje se nekonečnou amplitudou a jeho integrálem je Heavisideova funkce. Je též možné říct, že má nulovou šířku a jednotkovou plochu pod křivkou. Jde o další druh impulsu, který nemůže být vytvořen v reálných systémech, lze však dosáhnout určitých aproximací. Ty se používají pro testování nebo teoretické předvídání impulsních charakteristik zařízení a systémů, obzvláště filtrů. Odezvy na Diracův impuls dávají množství informací o systému.

### Gaussovský impuls
Gaussovské impulsy mají tvar Gaussovy funkce a jsou vytvářeny impulsní odezvou gaussovského filtru. Vyznačují se maximální strmostí přechodu bez překmitu a minimálním skupinovým zpožděním.